# Sacrifício humano na cultura asteca

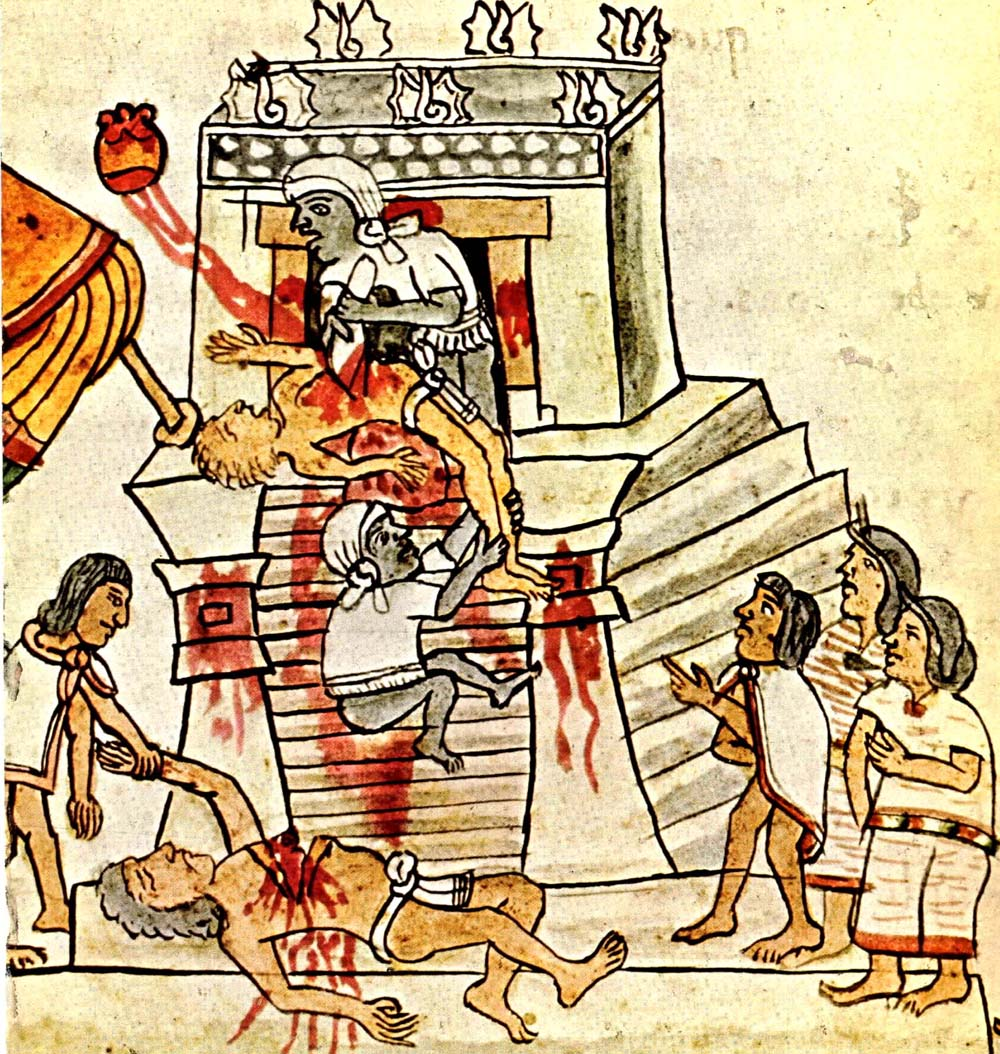
Sacrifício humano conforme mostrado no Codex Magliabechiano, Fólio 70. A extração do coração foi vista como um meio de libertar o Istli e reuni-lo com o Sol: o coração transformado da vítima voa em direção ao Sol em um rastro de sangue.

O sacrifício humano na cultura asteca era visto como uma missão ao deuses, enquanto povo escolhido pelo seu deus Huizilopochtli. Os guerreiros entregavam os prisioneiros aos sacerdotes, os quais executavam os vencidos no sacrifício ritual e então o deus era apaziguado.
Era tal a obsessão do sacrifício, que para eles as frequentes campanhas bélicas acabaram por não se dirigir à conquista de territórios, mas tornaram-se uma forma de embate ritualizado - de conflitos cerimoniais - a que se deu o nome de "Guerra Florida", com a qual era possível obter sempre novas vítimas para os sacrifícios aos deuses. O seu destino final, como acontecia com os prisioneiros mortos no templo, era a glória de acompanhar o Sol no seu caminho celestial. Esta "Guerra Florida" foi instituída no reinado de Moctezuma I, por Tlacaelel, uma espécie de grão-vizir. Com este fim, Tenochtitlán selou uma aliança tripla com o Estado Acolhua de Texcoco (do outro lado do lago) e com o pequeno Estado de Tlacopán, numa luta permanente contra os Estados de língua nahualt de Tlaxcala e Huexotzingo. A finalidade de ambos os lados era simplesmente ganhar cativos para serem sacrificados.
Em 1519, exploradores como Hernán Cortés conquistaram a capital asteca de Tenochtitlán e fizeram observações e escreveram relatórios sobre a prática do sacrifício humano. Bernal Díaz del Castillo, que participou da expedição de Cortés, fez menções frequentes ao sacrifício humano em suas memórias História Verdadeira da Conquista da Nova Espanha. Existem vários relatos de segunda mão sobre sacrifícios humanos escritos por frades espanhóis, que se relacionam com depoimentos de testemunhas oculares nativas. Os relatos literários foram apoiados por pesquisas arqueológicas.
Desde o final da década de 1970, as escavações das oferendas na Grande Pirâmide de Tenochtitlán e em outros sítios arqueológicos forneceram evidências físicas de sacrifícios humanos entre os povos mesoamericanos. Em 2020, os arqueólogos encontraram 603 crânios humanos em Hueyi Tzompantli, na zona arqueológica do Templo Mayor.
Uma grande variedade de interpretações da prática asteca de sacrifício humano foi proposta por estudiosos modernos. Muitos estudiosos acreditam agora que o sacrifício humano asteca, especialmente durante tempos difíceis como pandemias ou outras crises, foi realizado em homenagem aos deuses. A maioria dos estudiosos da civilização pré-colombiana vê o sacrifício humano entre os astecas como parte da longa tradição cultural de sacrifício humano na Mesoamérica.

## Contexto regional
O sacrifício humano era comum em muitas partes da Mesoamérica, por isso o rito não era novidade para os astecas quando chegaram ao Vale do México, nem era algo exclusivo do México pré-colombiano. Outras culturas mesoamericanas, como os purépechas, os toltecas e os maias também realizavam sacrifícios. Segundo evidências arqueológicas, os sacrifícios humanos existiam desde a época dos olmecas (1200-400 aC), e talvez até mesmo durante as primeiras culturas agrícolas da região. No entanto, a extensão do sacrifício humano é desconhecida entre várias civilizações mesoamericanas. O que distinguia a prática asteca do sacrifício humano maia era a forma como estava inserida na vida cotidiana.

## O papel do sacrifício na cultura asteca

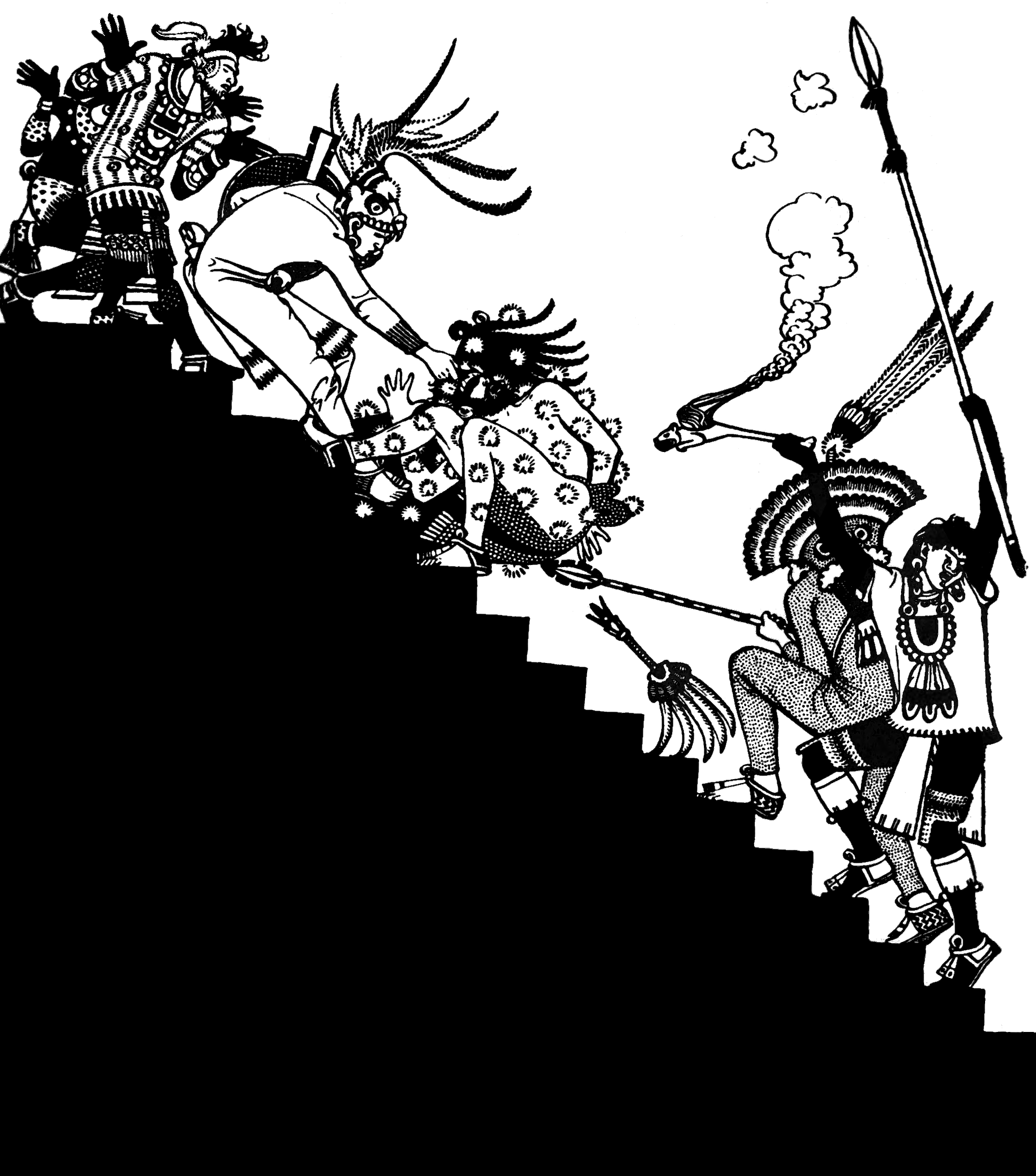
Prisioneiros, decorados tal qual seus captores, são conduzidos à força para o sacrifício.

O sacrifício era um tema comum na cultura asteca. Na "Lenda dos Cinco Sóis" asteca, todos os deuses se sacrificaram para que a humanidade pudesse viver. Alguns anos após a conquista espanhola do Império Asteca, um grupo de franciscanos confrontou o sacerdócio asteca remanescente e exigiu, sob ameaça de morte, que desistissem desta prática tradicional. Os sacerdotes astecas se defenderam da seguinte forma:

"A vida é por causa dos deuses; com seu sacrifício, eles nos deram vida. ... Eles produzem o nosso sustento... que nutre a vida."
O que os sacerdotes astecas se referiam era uma crença mesoamericana fundamental: que um grande e contínuo sacrifício dos deuses sustenta o Universo.

### Negacionismo e minimizações
A minimização da violência do sacrifício humano entre os astecas começou já com Bartolomé de Las Casas, na obra Apologética Historia sumaria, e que não só os apresentou positivamente como expressão de grande piedade, mas afirmou que o seu número era inferior a cinquenta por ano, argumentando que de outra forma o número de habitantes não poderia ter sido tão elevado no império asteca.
Eulalia Gúzman, em 1958 no livro Relaciones de Harnán Cortés a Carlos V sobre la invasión de Anáhuac : Aclaraciones..., negou a própria existência desses sacrifícios. Esta teoria foi retomada e desenvolvida numa tese de Peter Hassler em 1992, Menschenopfer bei den Azteken? Eine Quellenkritische Studie, que pretendia demonstrar que se tratava de uma invenção dos espanhóis para justificar a sua conquista. Laurette Séjourné, em 1971 no livro Altamerikanische Kulturen, considerou que o principal objetivo dos sacrifícios humanos nas sociedades nativas americanas era suprimir a agressividade e o egoísmo. Especialistas contemporâneos como Michel Graulich criticam estas visões pela sua falta de objectividade e consideram-nas simples reacções emocionais a um assunto preocupante e perturbador.

## História

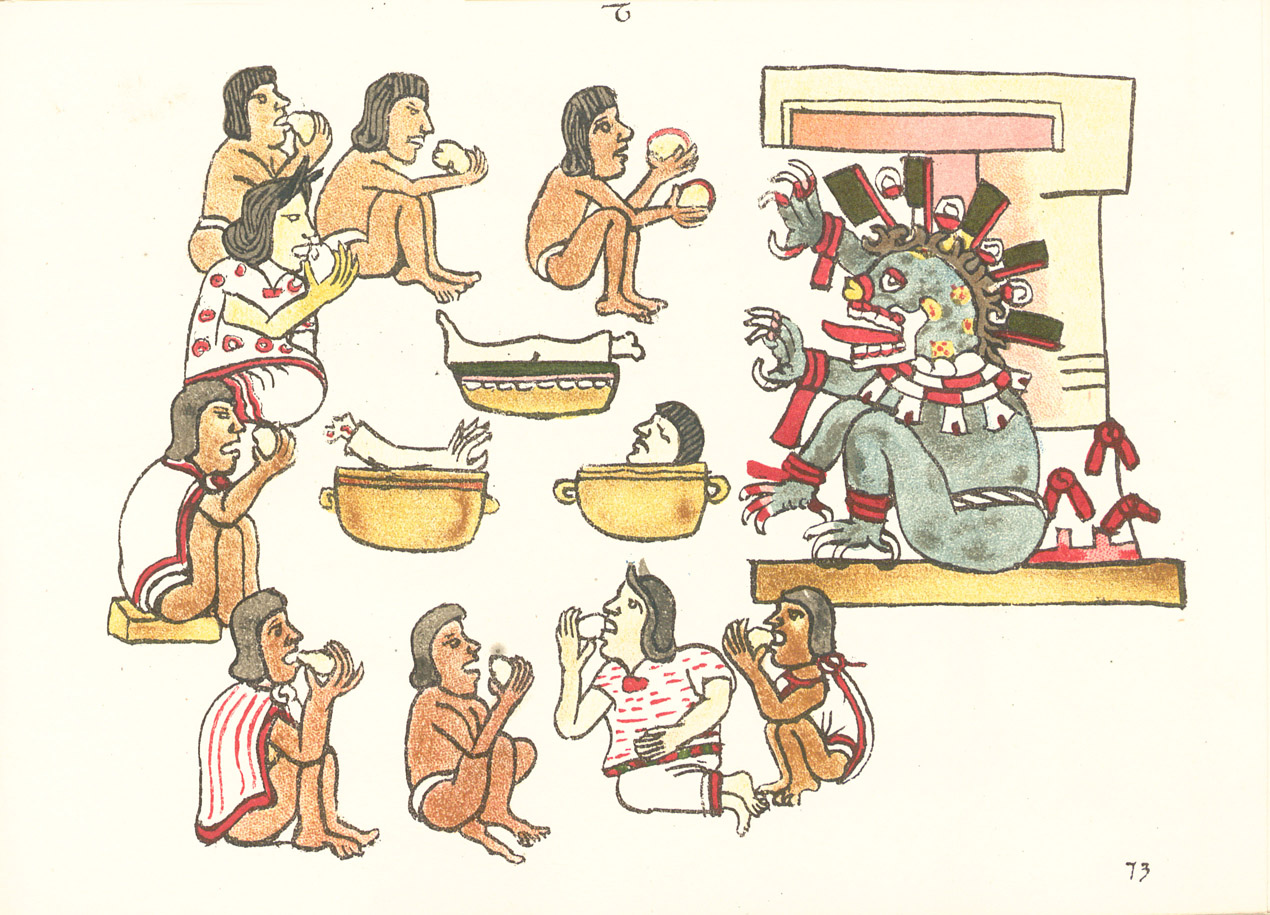
Canibalismo ritual registrado Códice Magliabechiano

A morte em combate ou na pedra sacrificial era o destino mais elevado do guerreiro, e conduzia-o para o mais alto céu. A base do pensamento religioso e da atividade ritual provinha da ideia de que era necessário manter uma relação constante de intercâmbio com o sobrenatural. Oferecendo aos deuses a energia vital necessária para manter a atividade, poder-se-ia continuar a receber dele os dons que permitiam a existência humana, como a luz, o calor, a água, a caça, os produtos da terra, etc. No início pouco numerosos, durante a época da conquista, não se passava um dia sem que se fizesse pelo menos um sacrifício. Quanto mais alta fosse a categoria da vítima mais valiosa era para o fim em vista.

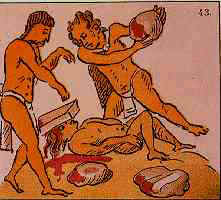
Execução por apedrejamento, processo independente e distinto dos sacrifícios, registro provavelmente do Códice Florentino.

O sacrifício tradicional mais dramático dava-se uma vez por ano, no 5º dia do mês toxcatl, em honra a Tezcatlipoca. Um ano antes, os sacerdotes designavam um jovem prisioneiro para representar o deus. Durante esse ano seguinte a precedia à cerimónia ensinavam-lhe as artes nobres, como por exemplo, tocar a flauta de argila. Vestido com trajes sumptuosos, todos o reverenciavam como a imagem  viva do deus. No começo do mês Toxcatl, casavam-no com quatro virgens (que usavam o nome de Xochiquetzal, Xilonen, Atlatonan e Uixtociatl). Quanto mais se aproximava a data fatídica, mais as festas organizadas em sua honra eram faustosas. No dia do sacrifício, ele embarcava com as suas mulheres num barco que os conduzia a uma pequena ilha onde ficava o templo. Então as mulheres deixavam-no e ele dirigia-se sozinho para a pirâmide ou "Teocalli". Subia a escadaria, quebrando sucessivamente sobre os degraus todas as flautas de argila que tinha usado durante esse ano. Assim que chegava à plataforma do templo, quatro sacerdotes estendiam-no sobre a pedra sacrificial segurando-lhe os braços e as pernas; o quinto homem abria-lhe o peito com uma faca de sílex e metendo a mão dentro do peito, arrancava-lhe o coração que, logo de seguida, erguia ao céu em oferenda á divindade. A famosa "pedra do sacrifício", que data do reino de Tizoc, é um vaso enorme onde se queimava o coração das vítimas. Outro tipo de sacrifício: a vítima combatia sucessivamente com armas fictícias contra guerreiros bem armados; se conseguisse defender-se contra o primeiro, morria inevitavelmente aos golpes dos seguintes.
Ao deus Xipe Totec: depois do coração arrancado, este era depositado no cuauxicalli ou "vaso de água", para ser queimado e servir de alimento aos deuses. A cabeça era separada do corpo, e este esfolado. Os sacerdotes e aqueles que faziam penitência (para homenagear os deuses), vestiam-se com a pele da vitima, que usavam durante 20 dias, ao fim dos quais o que personificava o deus Xipe Totec, o "nosso senhor esfolado", "deitava um cheiro repulsivo como se fosse um cão morto". Ao deus Tlaloc: sacrificavam-se crianças no alto das montanhas para trazer chuva no fim da estação seca, para apaziguar o deus; quanto mais elas choravam, mais satisfeito o deus ficava.
20 000 homens eram imolados em cada ano. O templo de Huitzilopochtli é disso testemunham. Hernan Cortez e os seus homens, contaram cerca de 140 000 crânios.
Todas estas cerimónias eram reguladas por um calendário litúrgico chamado "Tonalpohualli", a par com o calendário solar relacionado com a vida rural.